# Roman Polański: Moje życie
Roman Polański: Moje życie (ang. Roman Polanski: A Film Memoir) – brytyjsko-włosko-niemiecki film dokumentalny z 2011 roku w reżyserii Laurenta Bouzereau, opowiadający o życiu reżysera Romana Polańskiego.
Światowa premiera filmu odbyła się 18 maja 2012 roku. Również w Polsce pierwszy kinowy pokaz filmu odbył się 18 maja 2012 roku.

## Opis filmu
Jego pierwszy film pełnometrażowy "Nóż w wodzie", otrzymał nominację do Oscara. W 1968 roku wyjechał z Polski do Hollywood, gdzie zrealizował m.in. nominowany do Oscara horror "Dziecko Rosemary" i thriller "Chinatown". Zmuszony do opuszczenia Stanów Zjednoczonych, wrócił do Europy, gdzie powstały kolejne jego wielkie dzieła, m.in.: "Tess", nagrodzony Oscarem "Pianista" czy "Autor widmo". Przebywając w areszcie domowym w Szwajcarii, Polański zaprosił do domu w Gstaad swojego przyjaciela. W ich rozmowach przed kamerą wraca do miejsc, ludzi i uczuć, których już nie ma, a które złożyły się na to, kim jest i gdzie jest dziś.